# Hugo Aberastegui

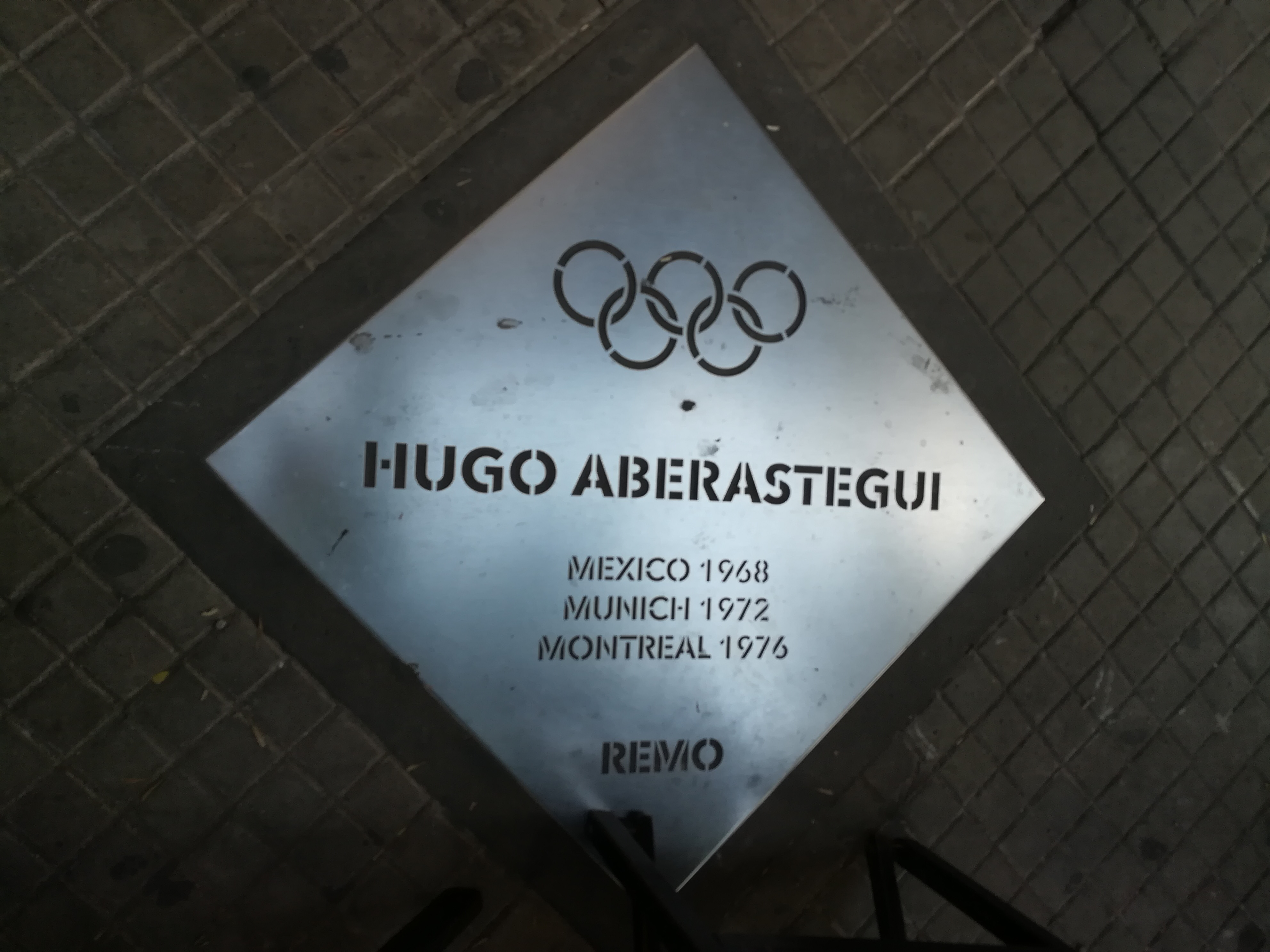
Gedenktafel auf dem Paseo de los Olímpicos in Rosario (2019)

Hugo Raúl Aberastegui (* 28. September 1941 in Rosario) ist ein ehemaliger argentinischer Ruderer.

## Sportliche Karriere
Bei den Panamerikanischen Spielen 1967 in Winnipeg trat Aberastegui im Vierer mit Steuermann an und gewann die Silbermedaille mit drei Sekunden Rückstand auf die Crew aus den Vereinigten Staaten. Im Jahr darauf startete der Vierer mit Hugo Aberastegui, José María Robledo, Juan Carlos Gómez, Guillermo Segurado und Rolando Locatelli bei den Olympischen Spielen 1968 in Mexiko. Die Argentinier erreichten das B-Finale und belegten den achten Platz in der Gesamtwertung.
1971 bei den Panamerikanischen Spielen in Cali trat Aberastegui in zwei Bootsklassen an. Hugo Aberastegui, Alfredo Martín, Óscar de Dios, Ignacio Ruiz und Raúl Mazerati siegten im Vierer mit Steuermann vor den Kubanern und dem US-Boot. Alle fünf Ruderer waren auch Mitglieder des argentinischen Achters, der den Titel mit 0,2 Sekunden Vorsprung vor dem Boot aus den Vereinigten Staaten gewann. Sieben Ruderer aus dem Achter von 1971 und zwei Neuzugänge bildeten den argentinischen Achter bei den Olympischen Spielen 1972 in München. Die Argentinier ruderten im B-Finale und belegten den elften Platz in der Gesamtwertung.
1975 in Mexiko-Stadt nahm Aberastegui zum dritten Mal an Panamerikanischen Spielen teil, er gewann die Bronzemedaille mit dem Achter. Im Jahr darauf war Hugo Aberastegui bei der Eröffnungsfeier der Olympischen Spiele in Montreal der Fahnenträger der argentinischen Mannschaft. Im Vierer mit Steuermann schied Aberastegui im Hoffnungslauf aus.